# KV31
Das altägyptische Grabmal KV31 im Tal der Könige wurde 1817 von Giovanni Battista Belzoni entdeckt, der für Earl Belmore grub.
Der Grabinhaber ist unbekannt und auch über das Grab selbst ist nichts Näheres bekannt, sodass es keine Informationen über die Grabform oder Grabinhalte gibt. KV31 könnte jedoch neben KV30 der Fundort für einen aus Quarz und Sandstein bestehenden Sarkophag sein, der aus der 18. Dynastie stammt. Dieser wurde von Earl Belmore dem Britischen Museum gestiftet.
Die Grabstätte war lange Zeit mit Schutt gefüllt. KV31 wird, wie weitere Gräber im Tal der Könige, von einem Forschungsteam der Universität Basel untersucht. 2012 wurden in den mit D und C bezeichneten Kammern zum Teil stark zerstörte Mumien gefunden. Die fragmentierten Körperteile wurden untersucht und ergaben eine Anzahl von insgesamt fünf Individuen. Es wurde festgestellt, dass alle Beschädigungen post mortem erfolgten. Amulette oder Inschriften auf Mumienbinden fanden sich keine. Weitere Untersuchungen der mumifizierten Überreste sollen folgen.